# Johann Jakob Meyer (Redakteur)

Denkmal Meyers im Heldenfriedhof von Messolongi

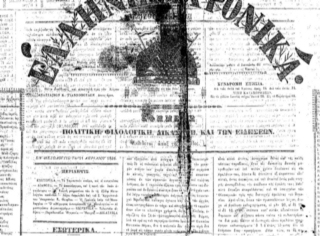
Titelblatt der Ellinika Chronika

Johann Jakob Meyer (* 30. Dezember 1798 in Zürich; † 1826; Bürger von Schöfflisdorf) war ein Schweizer Redaktor. Er ist in Griechenland einer der populärsten Philhellenen.

## Leben
Der Sohn eines Arztes verlebte eine unstete Jugend, während der er mehr als einmal in Konflikt mit den bürgerlichen Moralvorstellungen seiner Umwelt kam. Nach dem Ende einer Ausbildung zum Apotheker nahm er 1819 ein Studium der Medizin in Freiburg im Breisgau auf, das er nach kurzer Zeit wieder aufgeben musste, weil er sich zum wiederholten Male hoch verschuldet hatte. Das hielt den jungen Mann nicht davon ab, sich 1821 beim Berner Hilfs-Verein für Griechenland als „Dr. Johann Jakob Meyer aus Zürich, Arzt und Chirurg“ vorzustellen, wo ihm ohne weiteres die Kosten für die Reise nach Griechenland bezahlt wurden. Dort angekommen, nahm Meyer am 5. und 6. März 1822 unter dem Kommando von Andreas Miaoulis als Chirurg an der Seeschlacht von Patras teil. In der Folge ließ er sich in Messolongi nieder, wo er eine Griechin heiratete, mit ihrem Geld eine Apotheke eröffnete und innerhalb kurzer Zeit zu einem geachteten Bürger avancierte, auch weil er die griechische Sprache lernte. Seit 1824 publizierte er in seiner Wahlheimat mit der Ελληνικά Χρονικά (Elleniká Chroniká) die erste Zeitung in Griechenland, die der Aristokrat Lord Byron finanzierte, obschon der sich in der Zeitung des hemdsärmelig-republikanisch argumentierenden Meyer nicht wiedererkannte. Viele Berichte in Europa über die Ereignisse während der zweiten Belagerung gingen auf Meyer und seine Zeitung zurück. Das macht ihre Bewertung schwierig, da der Schweizer bei seinem aufrechten Eintreten für die griechische Sache immer auch eine Neigung zur Hochstapelei hatte. 

Der Philhellene Lord Byron war am 19. April 1824 im griechischen Hafenstädtchen Messolongi in Meyers, des vorgeblichen Arztes, Armen an Malaria gestorben, was Meyer eher erfreute, weil er Byron für einen aristokratischen Dandy hielt, an dem die griechische Sache nicht viel verloren habe. Seit April 1825 belagerten die Türken erneut die Stadt. Die genauen Umstände von Meyers Tod sind nicht bekannt, es heißt, er habe zu den Ersten gehört, die den Ausbruch am 10. April 1826 versuchten. Wenige Stunden vor seinem Ende schrieb Meyer an einen Freund: 
Mich macht der Gedanke stolz, dass das Blut eines Schweizers, eines Enkels von Wilhelm Tell, sich mit dem Blute der Helden Griechenlands mischen soll.
 Im Heldenpark von Messolongi erinnern zwei Denkmale an Meyer, in seiner Schweizer Heimat hat ihn der Autor Alex Capus im Jahr 2008 mit einer auf Archivforschung gegründeten literarischen Skizze vor dem Vergessen bewahrt. 